# زلزال لوزون 2019
يوم 22 أبريل 2019، ضرب زلزال بقوة 6.1 درجة على مقياس ريختر جزيرة لوزون في الفلبين، مما أسفر عن مقتل 18 شخصًا على الأقل وفقدان 3 أشخاص. وإصيب 243 آخرين على الأقل. على الرغم من أن مركز الزلزال السطحي كان في زامباليس، إلا أن معظم الأضرار التي لحقت بالبنية التحتية وقعت في مقاطعة بامبانجا المجاورة، والتي لحقت بها أضرار بـ 29 مبنى وعمارة.

## الزلزال
أبلغ المعهد الفلبيني لعلم البراكين وعلم الزلازل ‏ بدايةً عن زلزال بقوة 5.7 درجة على مقياس ريختر الساعة 17:11 بتوقيت المحيط الهادي بمركز يقع على بعد كيلومترين شمالًا 28 درجة شرقًا في كاستيليوس، زامباليس. تم تصحيح التقرير لاحقا إلى زلزال بقوة 6.1 درجة مركزه على بعد 18 كيلومترًا شمالًا 58 درجة شرقًا من كاستيليخوس.
لم يتم تحديد خط الصدع الذي نشأ منه الزلزال، إلا أن الجيولوجيين يبحثون ضمن نظامي صدع قريبين، وهما صدع إيبا ‏ وصدع شرق زامباليس، محاولين التحقق من مصدر الزلزال.

## الاصابات
اعتبارًا من 29 أبريل 2019، أكد المجلس الوطني للحد من مخاطر الكوارث وإدارتها وقوع 18 حالة وفاة و 243 إصابة وفقدان 3 أشخاص. من بين الـ 18 قتيلا، تم الإبلاغ عن 5 في سوبر ماركت شوزون والذي انهار في بلدية بوراك. كما تم الإبلاغ عن 7 قتلى في أماكن أخرى من المدينة، و 2 في لوباو، واحد في مدينة أنجلس، وأخر في سان مارسيلينو ‏، زامباليس.

## الأضرار والآثار
قال علماء الزلازل التابعون للدولة إن زامباليس قد نجت من الدمار الذي خلفه الزلزال، على الرغم من أن موقع مركز الزلزال كان هناك، لكن لم يتم استلام تقارير السلطات المحلية بخصوص الوفيات والأضرار. عانت مقاطعة بامبانجا المجاورة من أضرار في 29 مبنى / بناية وكانت أكثر المناطق تضرراً بالزلزال بسبب وجودها فوق قطاعات ناعمة وتربة الطمي. وفقا للحاكمة ليليا بينيدا، تضررت عدة مبان في المقاطعة من جراء الزلزال، بما في ذلك سوبرماركت من 4 طوابق في بوراك، وقوس باتان- بامبانجا الحدودي والمحطة الرئيسية لمطار كلارك الدولي، وكذلك الكنائس القديمة في لوباو وبوراك، حيث انهار برج الجرس الحجري بكنيسة سانتا كاتالينا دي أليخاندريا التي تعود إلى القرن التاسع عشر. ومع انهيار سوبر ماركت تشوزون المكون من 4 طوابق، اضطرت وزارة الداخلية والحكم المحلي إلى تعليق جميع تصاريح العمل بكامل فروع سوبر ماركت تشوزون، فضلاً عن إجراء تحقيق بشأن انهيار تلك المؤسسة التجارية المكونة من 4 طوابق، والتي بنيت قبل 4 سنوات فقط. تم الإبلاغ عن ما لا يقل عن 421 هزة ارتدادية، لكن 8 منها فقط كان يمكن الشعور بها. في وسط لوزون تعرضت 5 سدود للتلف و «كانت بحاجة إلى إصلاحات فورية»، بتكلفة تقدر بـ 20 مليون بيزو، طبقًا للإدارة الوطنية للري (NIA).
صرح المعهد الفلبيني لعلم البراكين والزلازل (PHIVOLCS) أن بركان ماونت بيناتوبو، الواقع بالقرب من مركز الزلزال، لم يظهر أي «نشاط غير طبيعي». اشتهرت بيناتوبو بحدوث ثوران كبير في عام 1991، والذي ربما كان مرتبطًا بزلزال قوي بلغت قوته 7.7 درجة عام 1990 ‏. وأضاف المعهد أن الزلزال لن يؤدي إلى ثوران بيناتوبو، مشيرا إلى أن إمدادات الصهارة في البركان لم تتجدد بما فيه الكفاية منذ عام 1991 للسماح بثوران آخر.
في 25 أبريل، أصدرت الشرطة الوطنية الفلبينية ‏ (PNP) لقطات تلفزيونية داخلية لسوبر ماركت تشوزون المنهار؛ يُظهر الفيديو الانهيار الفعلي للطابق الثاني من المبنى بعد 10 ثوانٍ فقط من وقوع الزلزال.

### القوة
تم الإبلاغ عن انقطاع التيار الكهربائي في مقاطعات باتان ولا يونيون وبامبانجا وبانغاسينان. حدثت انقطاعات مماثلة في أجزاء من كيزون وباتانجاس وكامارين سور وسورسوجون، حيث تمت استعادة إمدادات الطاقة. رفعت شركة الشبكة الوطنية في الفلبين (NGCP) مستوى التنبيه إلى حالة اللون الأصفر على شبكة لوزون بعد الزلزال الأولي.

### المدارس والكليات والجامعات
في أعقاب الزلزال، تم تعليق الدراسة في كافة المراحل. أعلنت العديد من المدارس والجامعات والكليات التي تأثرت بالزلزال عن تعليق الدراسة يومي 23 أبريل و 24 أبريل. وأمرت وزارة التعليم بالتفتيش الشامل على المباني والمرافق المدرسية في المناطق المتضررة. تم الإبلاغ عن مبنى مكون من 10 طوابق لكلية إميليو أغينالدو ‏ على طول شارع الأمم المتحدة ‏ في مانيلا، والذي كان يميل باتجاه المبنى المجاور، مما تسبب في أن تصل شرفة الفيبرجلاس الخاصة به إلى طرف المبنى الآخر. تم اعتبار تسييل التربة أسفل المبنى من الأسباب المحتملة للميلان. تم إغلاق أحد حارات شارع الأمم المتحدة أمام حركة مرور المركبات لضمان سلامة سائقي السيارات. صرح فريق تقييم مؤلف من مهندسي الحكومة المحلية أن السلامة الهيكلية للمبنى لا تزال سليمة.

### المواصلات
توقفت خدمات القطارات في مانيلا الكبرى، تلاها تفتيش شامل. تم إغلاق جميع الخطوط لبقية اليوم. تم استئناف خدمات القطارات عندما خرجت نتائج الفحص بنتائج تفيد بأن نظام السكك الحديدية لم يتعرض لأية أضرار. تم الإبلاغ عن حدوث صدع على العارضة في محطة ريكتو LRT-2 ‏، ولكن تبين أن الصدع حدث لأسباب لا صلة لها بالزلزال وفقًا لوزارة النقل. كما كانت سطحية جدا.

## جهود الإنقاذ
بدأت السلطات عمليات البحث والإنقاذ للناجين في السوبر ماركت المنهار في بوراك. لكن تم تعليق العملية عندما ضربت هزة ارتدادية بلغت قوتها 4.5 درجات البلدة المجاورة في كاستيليوس، زامباليس في 24 أبريل في 02:02 ( PST ).

## وصلات خارجية
- ريليف ويب الصفحة الرئيسية  لهذا الحدث.